# Монтальто-ді-Кастро
Монтальто-ді-Кастро (італ. Montalto di Castro) — муніципалітет в Італії, у регіоні Лаціо, провінція Вітербо.
Монтальто-ді-Кастро розташоване на відстані близько 90 км на північний захід від Рима, 45 км на захід від Вітербо.
Населення — 9037 осіб (2014).

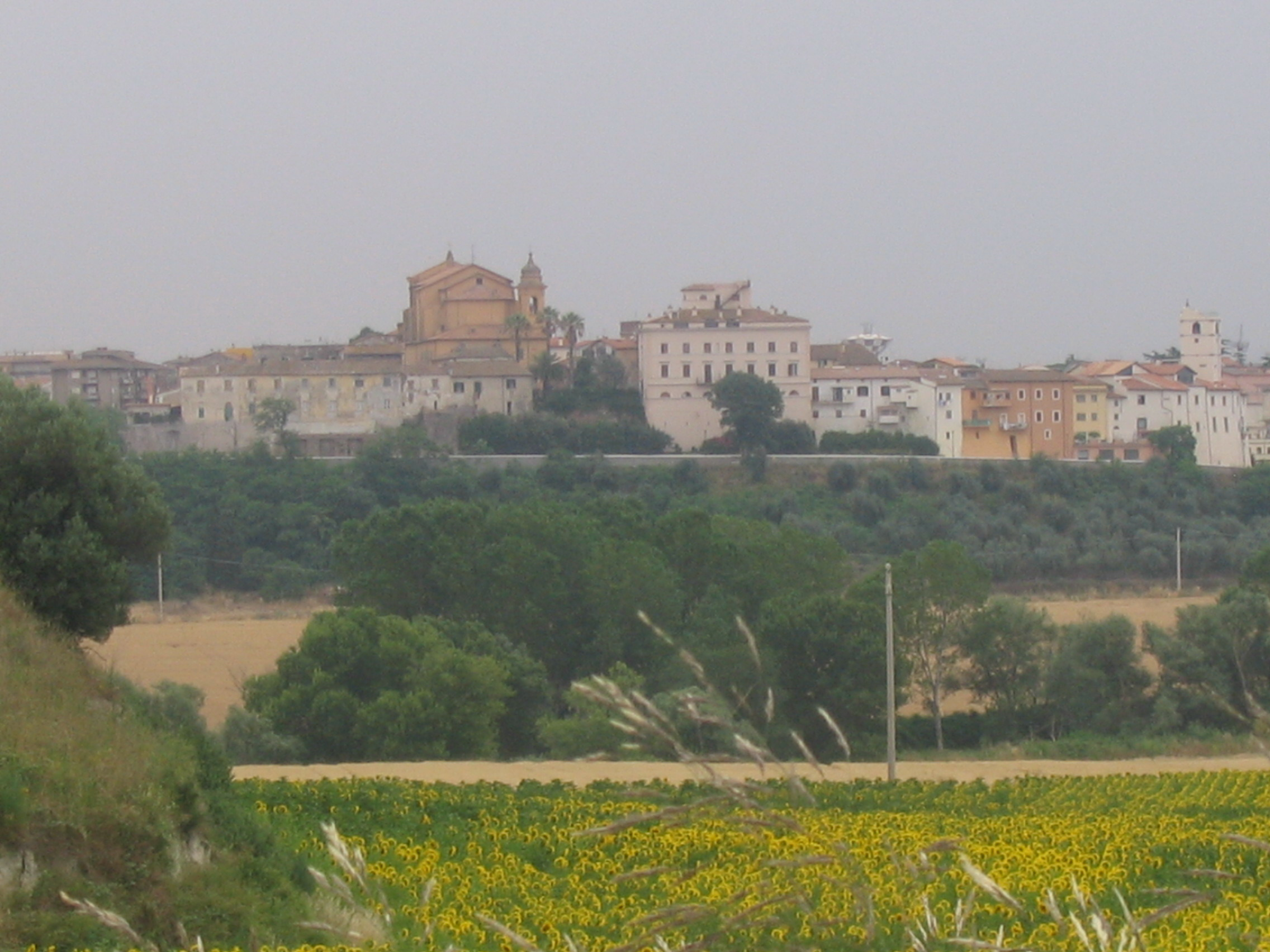

Щорічний фестиваль відбувається 9 березня. Покровитель — Santi Quirino e Candido.

## Демографія
Населення за роками:

Станом на 1 січня 2023 року в муніципалітеті офіційно проживав 1171 іноземець з 53 країн, серед них 691 громадянин країн Євросоюзу та 28 громадян України.

## Сусідні муніципалітети
- Каніно
- Капальбіо
- Манчіано
- Таркуїнія
- Тусканія